# 31e congrès de la CDU
Lors du 31e congrès de la CDU à Hambourg les 7 décembre 2018 et 8 décembre 2018, une élection pour remplacer la chancelière fédérale Angela Merkel, à la présidence du parti est organisé. Angela Merkel ayant renoncé à briguer un nouveau mandat, la CDU tourne la page de plus de 18 années de présidence de « Mutti ».

## Résultats
| Candidats                 | Candidats                  | 1er tour | 1er tour | 2d tour | 2d tour |
| Candidats                 | Candidats                  | Voix     | %        | Voix    | %       |
| ------------------------- | -------------------------- | -------- | -------- | ------- | ------- |
|                           | Annegret Kramp-Karrenbauer | 450      | 45,05    | 517     | 51,75   |
|                           | Friedrich Merz             | 392      | 39,24    | 482     | 48,25   |
|                           | Jens Spahn                 | 157      | 15,72    |         |         |
|                           |                            |          |          |         |         |
| Votes valides             | Votes valides              | 999      | 100      | 999     | 100     |
| Votes blancs et invalides | Votes blancs et invalides  | 0        | 0        | 0       | 0       |
| Total                     | Total                      | 999      | 100      | 999     | 100     |